# Aggerudsvikarna

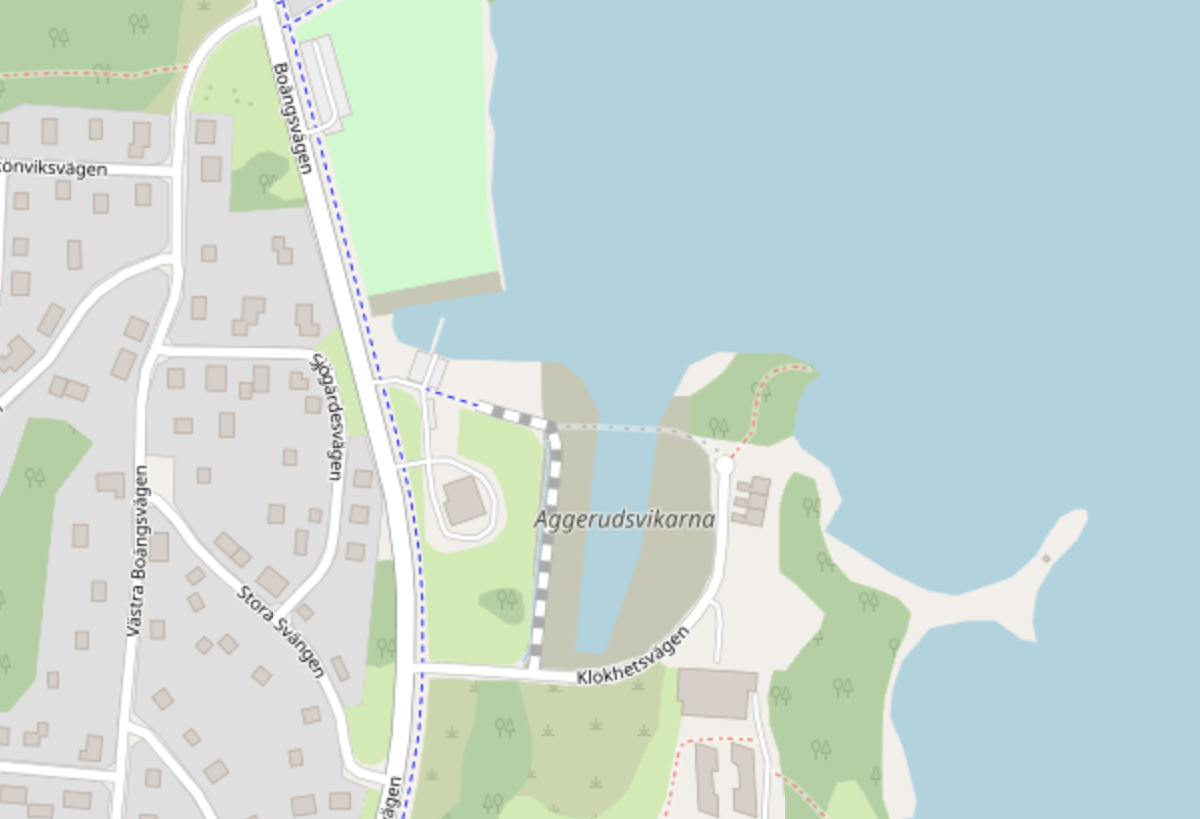
Karta över Aggerudsvikarna.

Aggerudsvikarna är ett byggnadsprojekt som omfattar två konstgjorda vikar i centrala Karlskoga vid sjön Möckeln, norr om Karlskoga folkhögskola och söder om rekreationsområdet Näset. 
En bro korsar den södra viken, och förbinder den med promenad- och cykelleden längs Boängsvägen. 

## Historik
Vikarna invigdes 2021 av kommunstyrelsens ordförande Tony Ring och bostäderna började byggas året därpå. Syftet med utgrävningen av vikarna var att skapa attraktiva bostäder med direktåtkomst till sjön, med egen båtplats och trappor ner till vattnet; en markanvisningstävling anordnades och Eyra Bostads förslag valdes.

## Kritik
Vikarna har kritiserats för att miljön och utsikten, i och omkring området, skulle påverkas negativt om bygget genomfördes.